# Adidovce
Adidovce – wieś (obec) na Słowacji położona w kraju preszowskim, w powiecie Humenné. Pierwsze wzmianki o miejscowości pochodzą z roku 1568.
Według danych z dnia 31 grudnia 2010, wieś zamieszkiwało 220 osób, w tym 111 kobiet i 109 mężczyzn.
W 2001 roku rozkład populacji względem narodowości i przynależności etnicznej wyglądał następująco:
- Słowacy – 93,99%
- Czesi – 0,86%
- Romowie – 3,86%
- Rusini – 0,43%
- Ukraińcy – 0,43%